# 倭文神社 (湯梨浜町)
倭文神社（しとりじんじゃ/しずりじんじゃ）は、鳥取県東伯郡湯梨浜町大字宮内にある神社。式内社、伯耆国一宮。旧社格は国幣小社で、現在は神社本庁の別表神社。境内にある経塚は国の史跡に指定され、出土品は国宝に指定されている。

## 祭神
主祭神
- 建葉槌命

配神
- 下照姫命
- 建御名方命
- 天稚彦命
- 事代主命
- 少彦名命
- 味耜高彦根命

## 歴史

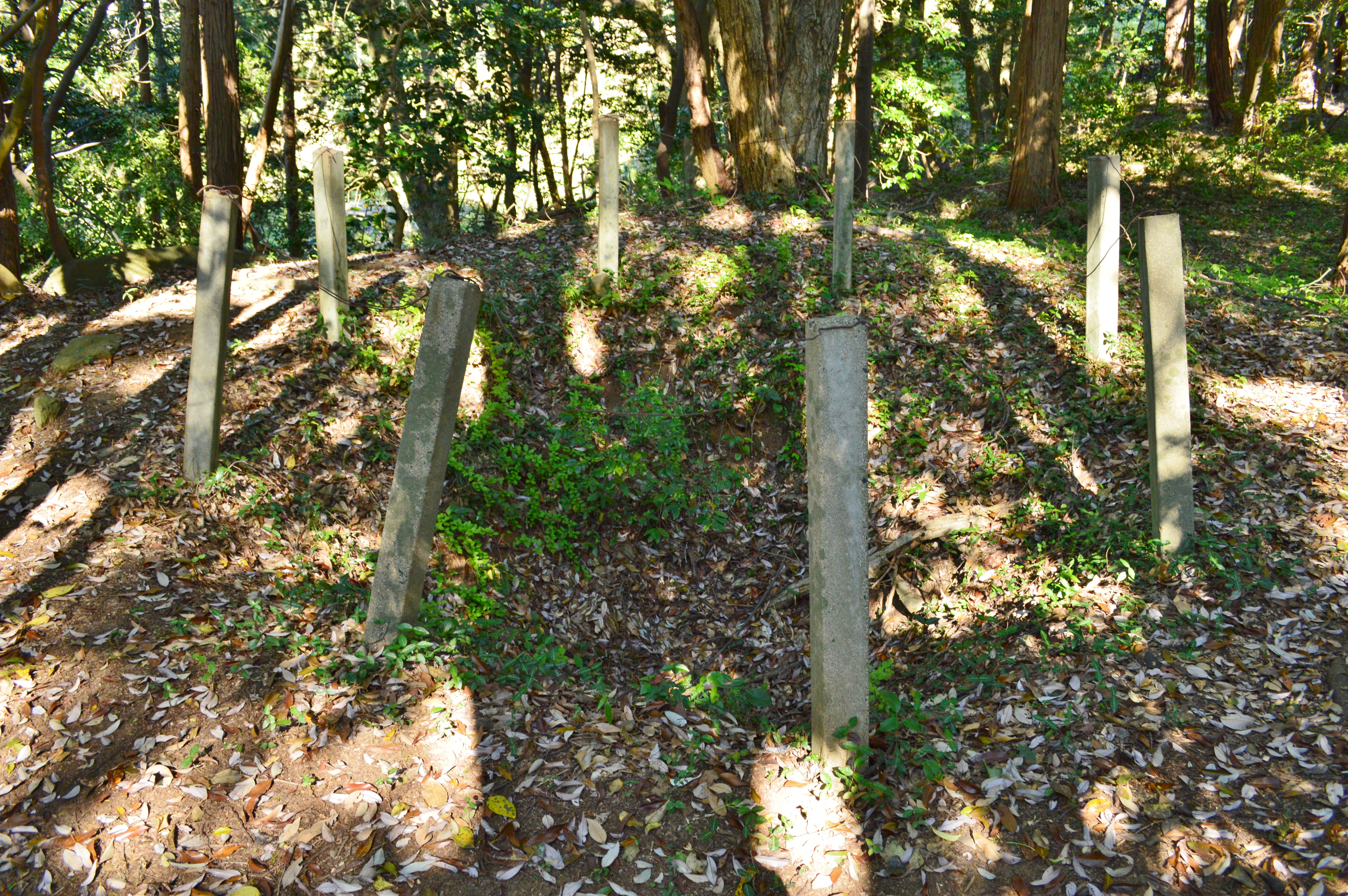
経塚

機織に携わった氏族である倭文氏が祖神の建葉槌命を祀ったのが起源とされている。ただし、社伝には下照姫命に関するものが多く、大正時代までは下照姫命が主祭神であると考えられていた。社伝によれば、出雲から渡った下照姫命が現在の湯梨浜町宇野に着船し、御冠山に登って現在地に鎮まったという。着船したと伝えられる場所には、下照姫命が化粧を直したという「化粧水」や、腰を掛けたという「お腰掛岩」などが残っている。これについて、『式内社調査報告』では、元々は織物の神である建葉槌命を祀っていたのが、当地で織物が作られなくなったことにより建葉槌命の存在が忘れられ、共に祀られていた下照姫命だけが残ったと記している。
境内の塚が下照姫命の墓であると考えられていたが、大正4年（1915年）の発掘により経塚であることが判明した。その出土品の銘文から、当社が平安時代後期には伯耆国一宮であったことがわかった。このときの出土品である観音菩薩立像などは「伯耆一宮経塚出土品」の名称で、一括して国宝に指定されている。
戦国時代、当地を治めた武将に社領を没収され荒廃したが、天文23年（1554年）に尼子氏が社殿を再建した。また、地元の国人・南条氏からも寄進を受けた。その後当地を治めた池田氏も崇敬し、鳥取藩主の祈願所となった。昭和14年（1939年）、国幣小社に列格し、第二次世界大戦後は別表神社となった。
かつて主祭神であった下照姫命が女神であることから、安産に霊験があるとされる。本殿の後には、かつて「乳神」と呼ばれる神木があったが、現在は倒壊している。参道沿いには「安産岩」と呼ばれる岩がある。昔、毎回難産に苦しんでいた女性が願かけをし、その満願の日の夢に下照姫命が姿を現し、参詣の帰途、この岩の所で簡単に出産したため安産岩と呼ばれるようになったと伝えられる。この岩を削って飲むと霊験があるとされる。

### 創建年代
具体的な創建年代は不明であるが、平安時代初期にあたる大同3年（808年）の医学書『大同類聚方』には「川村郡倭文神主之家所傳方　原者下照姫神方也　中暑小便止　頭痛煩熱　口乾者與之」（原文）という記述があり、これが文献上の初見とされている。

## 文化財

### 国宝

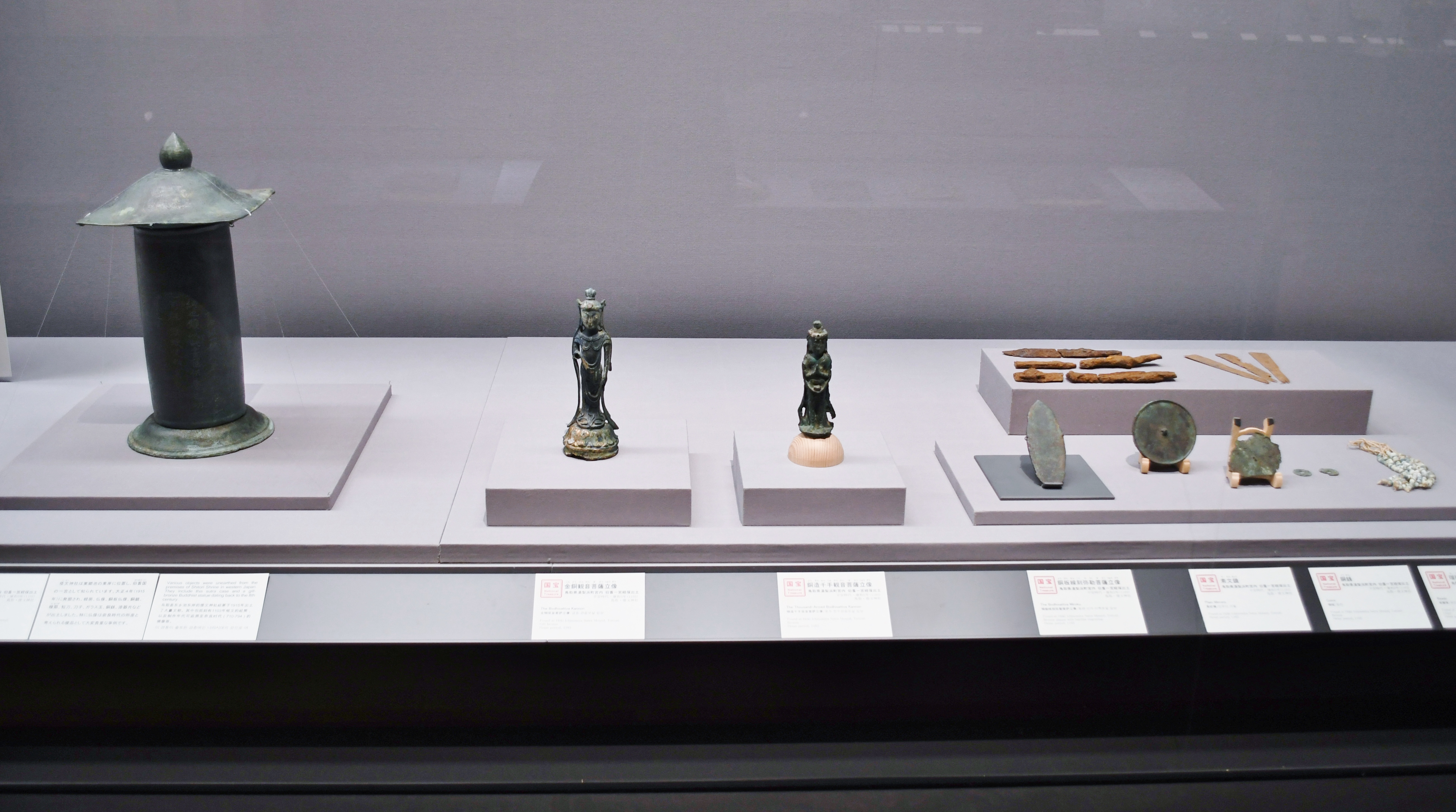
伯耆一宮経塚出土品（国宝）東京国立博物館展示。

- 伯耆一宮経塚出土品 一括（考古資料）
内訳は下記。大正4年（1915年）、社殿の南南東180メートルほどのところにある経塚（経典を後世に遺すため埋納した塚）から出土した一括遺物。銅経筒は径20センチ、高さ42.5センチで、円筒形の筒身に宝珠鈕付き、屋根形の蓋を付す。筒身には15行236字の銘文が線刻され、康和5年（1103年）に京尊という僧が埋納したものであることがわかる。出土品のうち、金銅観音菩薩立像は奈良時代にさかのぼる作品である。出土品一括は東京国立博物館に寄託。[2]
1920年（大正9年）4月15日、当時の古社寺保存法に基づく旧国宝（現行法の重要文化財に相当）に指定[3]。1953年（昭和28年）3月31日に国宝に指定[4]。
  - 銅経筒 1口 康和五年十月三日伯耆一宮辰巳岳上奉埋納在銘
  - 金銅観音菩薩立像 1躯
  - 銅造千手観音菩薩立像 1躯
  - 銅板線刻弥勒立像 1面
  - 銅鏡 2面
  - 桧扇残片 一括
  - 短刀刀子残闕 一括
  - 瑠璃玉 一括
  - 銅銭 2枚
  - 漆器残片 一括

### 国の史跡
- 伯耆一宮経塚 - 1935年（昭和10年）12月24日指定[5]。

## 現地情報
所在地
- 鳥取県東伯郡湯梨浜町大字宮内754

交通アクセス
- 鉄道：西日本旅客鉄道（JR西日本）山陰本線 松崎駅 （徒歩約35分）

## 関連図書
- 安津素彦・梅田義彦編集兼監修者『神道辞典』（神社新報社、1968年）32頁
- 白井永二・土岐昌訓編集『神社辞典』（東京堂出版、1979年）166頁